# Bob Wall (hockey sur glace)
Bob Wall (né le 1er décembre 1942 à Richmond Hill, dans la province de l'Ontario au Canada) est un joueur de hockey sur glace. Il évolue au poste de défenseur. Il est le premier capitaine de l'histoire des Kings de Los Angeles, une équipe évoluant dans la Ligue nationale de hockey (LNH).

## Carrière professionnelle

### Ses débuts
Il commence sa carrière junior dans la Ligue de hockey junior majeur du Manitoba, au sein des Snowdon Ponsards de Montréal en 1958-1959.
De 1959 à 1963, il évolue dans l'Association de hockey de l'Ontario (AHO) au sein des Tiger Cubs de Hamilton. À sa première saison, il est nommé Recrue de l'année. Ces derniers changent de nom en 1960, pour devenir les Red Wings de Hamilton. Lors de la saison 1961-1962, Hamilton remporte la Coupe J.-Ross-Robertson, le trophée George T. Richardson et la Coupe Memorial. Lui-même reçoit le trophée du meilleur défenseur de l'AHO, ainsi que de figurer sur la première équipe d'étoiles de la ligue.

### Dans la filière des Red Wings
Lors de la saison 1962-1963, il dispute dix matchs dans des ligues professionnelles :trois avec les Hornets de Pittsburgh dans la Ligue américaine de hockey (LAH) et sept avec les Flyers d'Edmonton|dans la Western Hockey League (WHL). Ces deux équipes sont affiliées aux Red Wings de Détroit.
Il commence la saison suivante avec les Capitols d'Indianapolis dans la Ligue centrale professionnelle de hockey (LCPH). En cours de saison, cette franchise déménage à Cincinnati et est renommée les Wings de Cincinnati. L'équipe n'étant pas très performante, les Red Wings conclue un accord avec les Canadiens de Montréal pour que Bob joue la fin de la saison avec leurs clubs fermes, les As de Québec en LAH et les Knights d'Omaha en LCPH. Avec ces derniers, il remporte la Coupe Adams au terme de la saison. De plus il est nommé dans la seconde équipe d'étoile de la ligue.

En 1964-1965, Il retourne dans le club école des Red Wings évoluant en LCPH, les Wings de Memphis, la franchise ayant encore changé de ville. Il obtient même le droit de disputer son premier match en LNH, ainsi qu'un match de série éliminatoire.
Les deux saisons suivantes, il s'impose en LAH avec les Hornets de Pittsburgh, tout en voyant plus d'action avec les Red Wings en LNH. Il marque son premier but en LNH le 23 mars 1966 lors d'un match contre les Rangers de New York au Madison Square Garden, sur des passes de Gordie Howe et d'Alex Delvecchio. En 1966-1967, il remporte la Coupe Calder avec les Hornets en LAH, et il dispute aussi six matchs de série éliminatoire de la Coupe Stanley, dont un lors de la finale perdue contre les Canadiens de Montréal.

### Les Kings de Los Angeles
Le 6 juin 1967, lors du Repêchage d'expansion de la LNH, il est sélectionné par les Kings de Los Angeles en 19e position, lors de la 4e ronde. 
Étant l'un des trois seuls joueurs ayant une quelconque expérience dans la LNH (40 matchs), il est nommé capitaine de l'équipe. Tout est à faire pour cette franchise qui manque de professionnalisme, les joueurs étant souvent livrés à eux-mêmes, comme lors de leur premier entrainement où ils n'avaient même pas de palets.
Bob va disputer trois saisons pour eux dont deux à titre de capitaine. En 1969-1970, il cède le capitanat à Larry Cahan

### Derniers coups de patins en LNH
Le 11 mai 1970, il est échangé par les Kings de Los Angeles aux Blues de Saint-Louis, en retour de Ray Fortin. Il dispute la saison 1970-1971 en évoluant pour les Blues ainsi que pour leur club ferme, les Blues de Kansas City qui milite dans la LCH (nouvelle désignation de la LCPH).
Au terme de la saison, il est échangé par les Blues de Saint-Louis aux Red Wings de Détroit en compagnie de Ab McDonald et de Mike Lowe, en retour de Carl Brewer, le 12 mai 1971. Lors de la saison 1971-1972, il dispute des rencontres pour le club ferme des Wings de Tidewater et pour les Red Wings.

### Dans l'AMH
Le 12 février 1972, lors du Repêchage général de joueurs de l'Association mondiale de hockey (AMH), il est sélectionné par les Oilers de l'Alberta . Lassé des changements incessant d'équipes et les Oilers lui offrant plus d'argent qu'il ne pourrait en gagner en LNH, il accepte de rejoindre cette équipe pour le début de la saison 1972-1973.
Après deux saisons, il est échangé aux Mariners de San Diego en retour de Don Herriman, se retrouvant en Californie pour la troisième fois de sa carrière. Il dispute deux saisons avec ces derniers et met un terme à sa carrière à la fin de la saison 1975-1976.

## Vie privée
Il rencontre Margareth en 1959 et l'épouse en 1964. Ils ont deux fils et une fille.
Au terme de sa carrière professionnelle, il retourne vivre en Ontario avec sa famille, dans la ville d'Aurora où il continue à œuvrer un peu dans le monde du hockey, en étant l'entraîneur des équipes juniors où évoluent ses fils.
Il ouvre une franchise Tim Hortons en 1987, la développe en ouvrant plusieurs restaurants qu'il a cédés à ses enfants quand il a décidé de prendre sa retraite.

## Statistiques
| Saison     | Équipe                                      | Ligue      |                            | Saison régulière           | Saison régulière           | Saison régulière           | Saison régulière           | Saison régulière           |                            | Séries éliminatoires       | Séries éliminatoires       | Séries éliminatoires       | Séries éliminatoires | Séries éliminatoires |
| Saison     | Équipe                                      | Ligue      | PJ                         | B                          | A                          | Pts                        | Pun                        | PJ                         | B                          | A                          | Pts                        | Pun                        |                      |                      |
| 1958-1959  | Snowdon Ponsards de Montréal                | LHJMM      | Statistiques indisponibles | Statistiques indisponibles | Statistiques indisponibles | Statistiques indisponibles | Statistiques indisponibles | Statistiques indisponibles | Statistiques indisponibles | Statistiques indisponibles | Statistiques indisponibles | Statistiques indisponibles |                      |                      |
| 1959-1960  | Tiger Cubs de Hamilton                      | AHO        | 48                         | 3                          | 11                         | 14                         | 44                         | -                          | -                          | -                          | -                          | -                          |                      |                      |
| 1960-1961  | Red Wings de Hamilton                       | AHO        | 48                         | 2                          | 8                          | 10                         | 30                         | 12                         | 1                          | 3                          | 4                          | 29                         |                      |                      |
| 1961-1962  | Red Wings de Hamilton                       | AHO        | 44                         | 7                          | 22                         | 29                         | 28                         | 10                         | 3                          | 3                          | 6                          | 26                         |                      |                      |
| 1961-1962  | Red Wings de Hamilton                       | M Cup      | -                          | -                          | -                          | -                          | -                          | 14                         | 2                          | 13                         | 15                         | 6                          |                      |                      |
| 1962-1963  | Red Wings de Hamilton                       | AHO        | 36                         | 5                          | 30                         | 35                         | 27                         | 5                          | 0                          | 6                          | 6                          | 2                          |                      |                      |
| 1962-1963  | Hornets de Pittsburgh                       | LAH        | 3                          | 0                          | 2                          | 2                          | 2                          | -                          | -                          | -                          | -                          | -                          |                      |                      |
| 1962-1963  | Flyers d'Edmonton                           | WHL        | 7                          | 0                          | 0                          | 0                          | 32                         | -                          | -                          | -                          | -                          | -                          |                      |                      |
| 1963-1964  | As de Québec                                | LAH        | 8                          | 1                          | 2                          | 3                          | 4                          | -                          | -                          | -                          | -                          | -                          |                      |                      |
| 1963-1964  | Capitols d'Indianapolis Wings de Cincinnati | LCPH       | 59                         | 10                         | 20                         | 30                         | 16                         | -                          | -                          | -                          | -                          | -                          |                      |                      |
| 1963-1964  | Knights d'Omaha                             | LCPH       | -                          | -                          | -                          | -                          | -                          | 10                         | 1                          | 7                          | 8                          | 4                          |                      |                      |
| 1964-1965  | Wings de Memphis                            | LCPH       | 70                         | 8                          | 38                         | 46                         | 83                         | -                          | -                          | -                          | -                          | -                          |                      |                      |
| 1964-1965  | Red Wings de Détroit                        | LNH        | 1                          | 0                          | 0                          | 0                          | 0                          | 1                          | 0                          | 0                          | 0                          | 0                          |                      |                      |
| 1965-1966  | Hornets de Pittsburgh                       | LAH        | 63                         | 10                         | 35                         | 45                         | 26                         | 3                          | 0                          | 1                          | 1                          | 8                          |                      |                      |
| 1965-1966  | Red Wings de Détroit                        | LNH        | 8                          | 1                          | 1                          | 2                          | 8                          | 6                          | 0                          | 0                          | 0                          | 2                          |                      |                      |
| 1966-1967  | Hornets de Pittsburgh                       | LAH        | 41                         | 7                          | 25                         | 32                         | 29                         | 9                          | 2                          | 2                          | 4                          | 4                          |                      |                      |
| 1966-1967  | Red Wings de Détroit                        | LNH        | 31                         | 2                          | 2                          | 4                          | 26                         | -                          | -                          | -                          | -                          | -                          |                      |                      |
| 1967-1968  | Kings de Los Angeles                        | LNH        | 71                         | 5                          | 18                         | 23                         | 66                         | 7                          | 0                          | 1                          | 1                          | 0                          |                      |                      |
| 1968-1969  | Kings de Los Angeles                        | LNH        | 71                         | 13                         | 13                         | 26                         | 16                         | 8                          | 0                          | 2                          | 2                          | 0                          |                      |                      |
| 1969-1970  | Kings de Los Angeles                        | LNH        | 70                         | 5                          | 13                         | 18                         | 26                         | -                          | -                          | -                          | -                          | -                          |                      |                      |
| 1970-1971  | Blues de Saint-Louis                        | LNH        | 25                         | 2                          | 4                          | 6                          | 4                          | -                          | -                          | -                          | -                          | -                          |                      |                      |
| 1970-1971  | Blues de Kansas City                        | LCH        | 18                         | 0                          | 7                          | 7                          | 4                          | -                          | -                          | -                          | -                          | -                          |                      |                      |
| 1971-1972  | Wings de Tidewater                          | LAH        | 17                         | 2                          | 4                          | 6                          | 12                         | -                          | -                          | -                          | -                          | -                          |                      |                      |
| 1971-1972  | Red Wings de Détroit                        | LNH        | 45                         | 2                          | 4                          | 6                          | 9                          | -                          | -                          | -                          | -                          | -                          |                      |                      |
| 1972-1973  | Oilers de l'Alberta                         | AMH        | 78                         | 16                         | 29                         | 45                         | 20                         | 1                          | 0                          | 1                          | 1                          | 0                          |                      |                      |
| 1973-1974  | Oilers d'Edmonton                           | AMH        | 74                         | 6                          | 31                         | 37                         | 46                         | 5                          | 0                          | 2                          | 2                          | 2                          |                      |                      |
| 1974-1975  | Mariners de San Diego                       | AMH        | 33                         | 0                          | 9                          | 9                          | 15                         | 10                         | 0                          | 3                          | 3                          | 2                          |                      |                      |
| 1975-1976  | Mariners de San Diego                       | AMH        | 68                         | 1                          | 20                         | 21                         | 32                         | 11                         | 1                          | 3                          | 4                          | 4                          |                      |                      |
| Totaux LNH | Totaux LNH                                  | Totaux LNH | 322                        | 30                         | 55                         | 85                         | 155                        | 22                         | 0                          | 3                          | 3                          | 2                          |                      |                      |
| Totaux AMH | Totaux AMH                                  | Totaux AMH | 253                        | 23                         | 89                         | 112                        | 113                        | 27                         | 1                          | 9                          | 10                         | 8                          |                      |                      |

## Trophées et honneurs personnels

### Ontario Hockey Association (OHA)
- 1958-1959 :
  - meilleur recrue[Note 1] de l'année[2]
- 1961-1962 :
  - Coupe J.-Ross-Robertson[3]
  - meilleur défenseur de l'année[2]
  - sélectionné dans la première équipe d'étoiles de la ligue[2]

### Ligue canadienne de hockey (LCH)
- 1961-1962 :
  - Trophée George T. Richardson[4]
  - Coupe Memorial[5]

### Ligue centrale professionnelle de hockey (LCPH)
- 1963-1964 :
  - Coupe Adams[1]
  - Sélectionné dans la deuxième équipe d'étoiles de la ligue[2]

### Ligue américaine de hockey (LAH)
- 1966-1967 :
  - Coupe Calder[1]

## Transactions en carrière
- Le 6 juin 1967, il est sélectionné par les Kings de Los Angeles aux Red Wings de Détroit en 19e position au total, lors de la 4e ronde, lors du Repêchage d'expansion de la LNH[9]
- Le 11 mai 1970, il est échangé par les Kings de Los Angeles aux Blues de Saint-Louis, en retour de Ray Fortin[11].
- Le 12 mai 1971, il est échangé par les Blues de Saint-Louis aux Red Wings de Détroit en compagnie de Ab McDonald et de Mike Lowe, en retour de Carl Brewer[11].
- Le 12 février 1972, il est sélectionné par les Oilers de l'Alberta lors du Repêchage général de joueurs de l'AMH[12]
- En août 1974, il est échangé par les Oilers d'Edmonton aux Mariners de San Diego, en retour de Don Herriman[11].